# Efraim Diveroli
Efraim Diveroli

## Primeros años
Diveroli Nació el 20 de diciembre en Miami Beach, Florida,  hijo de Ateret y Michael Diveroli. La familia era ortodoxa judía,  observando todas leyes judías tradicionales de forma estricta. Su abuelo, Yoav Botach, es uno de los propietarios inmobiliarios más ricos en Los Ángeles, y su tío es el conocido y polémico rabino Shmuley Boteach. Con 14 años, Diveroli se puso a trabajar para su tío, quién tuvo una empresa de suministros para la Policía en el distrito Sur-Central de Los Ángeles....

## Creación de AEY Inc.
Diveroli regresó a su casa en marzo de 2001, a la edad de dieciséis años. Después de una disputa con su tío, le dijo a su padre que quería abrir una empresa especializada en el comercio de armas, municiones, y los contratos de defensa con el Gobierno de Estados Unidos. Convenció a su padre para que le vendiese una empresa fantasma AEY, Inc., cuyas siglas son sus iniciales y las de sus hermanos. Su padre la había incorporado como un pequeño negocio de imprenta, sin actividad. Diveroli mostró una predilección por la venta de armas y rápidamente se hizo un nombre en la industria.  Su corta edad y aparente talento hizo los medios de comunicación locales lo nombraran  "niño prodigio" del comercio de armas. Diveroli luchó con la adicción a las drogas, y también fue etiquetado como un " porrero traficante de armas" por los medios de comunicación. Antes de su arresto por el delito de conspiración, Diveroli fue detenido en 2006 por golpear a un aparcacoches.

## La oportunidad de mercado gris
Durante la Guerra Fría, el mundo estuvo inmerso en una carrera de armamentística.  Millones de armas eran almacenadas en secreto en Europa del Este, a punto para una guerra con el bloque occidental. Cuándo la Guerra Fría acabó, y la amenaza inmediata de violencia desapareció, traficantes de armas empezaron mover estas cantidades ingentes de armamento. Se formó un "mercado gris" donde los gobiernos legítimos podían adquirir armas a compradores sancionados de forma ilegal. Se cree que el Pentágono accedió a este nuevo mercado de suministros para armar las milicias en Iraq y Afganistán. El problema era que no podía entrar a este mercado negro directamente sino a través de intermediarios "sucios" como AEY.

## AEY Inc. primeros contratos
Diveroli empezó a trabajar siendo un adolescente en un apartamento de una sola habitación en Miami. Equipado con nada más que su ordenador portátil, trató de entrar en la industria sentado en el sofá. Empezó a navegar en FedBizOpps (Federal Business Opportunities), un sitio web del gobierno federal donde se publican contratos y licitaciones oficiales. Empezó a pujar en contratos pequeños con la ayuda financiera de Ralph Merrill, que había trabajado para su tío. Con dieciocho años, Diveroli se había convertido en un millonario, llegando a competir con empresas grandes como Northrop Grumman, Lockheed y BAE Sistemas. En las palabras de la revista Rolling Stone, Diveroli tuvo "un apetito para riesgo y una ambición que lo devoraba todo."

## Contrato con el Pentágono
Después de ir aumentando el tamaño de sus operaciones de forma constante y de tener un historial exitoso, la compañía de Diveroli AEY inc., obtuvo un contrato del Pentágono por 298 millones de dólares para proporcionar armas y municiones a las fuerzas aliadas en Afganistán. Para cumplir los contratos de gobierno de los EE.UU., Diveroli tuvo que tratar con vendedores de armas de dudosa procedencia, diplomáticos corruptos y mercenarios. Se encontró negociando con ministros de defensa extranjeros, asistiendo a reuniones en embajadas y atendiendo llamadas de oficiales de alto rango del ejército estadounidense.
El 27 de marzo de 2008, el gobierno de EE.UU. suspendió AEY Inc. por infringir los plazos de su contrato. Vulnerando un embargo de armas preexistente, la compañía fue acusada de suministrar munición fabricada en China al Ejército Nacional afgano y policía. Documentos del Ejército de los Estados Unidos mostraron que la compañía facturó más de $200 millones en contratos para suministrar munición, rifles de asalto, y otras armas en 2007. A raíz de la publicidad que rodea al contrato, el Ejército de Estados Unidos empezó una revisión de sus procedimientos de contratación.

## Juicio y condena
Una compañía de Diveroli Ammoworks, continuó vendiendo armas mientras esperaba el juicio por conspiración. A finales de agosto de 2008, se declaró culpable de un cargo de conspiración, y fue sentenciado a cuatro años en prisión el 4 de enero de 2011. También fue condenado por posesión de armas estando bajo fianza, y le fue reducida la condena por colaborar en la investigación del caso.
Su anterior socio, David Packouz, fue condenado a siete meses de arresto domiciliario.
Después de su salida de prisión, Diveroli fue demandado por su primo Joseph Wachtel en el Tribunal Estatal de Florida por extorsión.

## War Dogs
La historia de Diveroli es el argumento de la película policíaca "War Dogs " de Todd Phillips , con Jonah Hill como Diveroli y Miles Teller como su socio, David Packouz. La película fue estrenada en agosto de 2016.